# Protodiaspis colimae
Protodiaspis colimae är en insektsart som beskrevs av Ferris 1937. Protodiaspis colimae ingår i släktet Protodiaspis och familjen pansarsköldlöss. Inga underarter finns listade i Catalogue of Life.